# Maximino Rodríguez Viejo
Maximino Rodríguez Viejo, más conocido como Monroe, Monroe, el loco del rulo o Crazy Monroe (Santa Cruz de Mieres, 15 de agosto de 1935 – Santa Cruz de Mieres, 27 de septiembre de 2007) fue un artista de circo y funambulista español, especialista en la modalidad rola-rola, rola-bola o rulo americano, que recibió en 1960 y en 1970 el Premio Nacional de Teatro en la categoría de interpretación circense, ambos concedidos por el desaparecido Ministerio de Información y Turismo.

## Trayectoria
Primogénito de la unión entre Consuelo y Alfredo, el barbero del pueblo, fue el mayor de ocho hermanos y destinado a trabajar en la compañía minera Sociedad Hullera Española (SHE). Desde pequeño, mostró su habilidad para el funambulismo, y usó la mina para practicar el equilibrio en sus cables, los inclinados que sujetaban las torretas para ascender y los abandonados para tensarlos entre dos árboles y cruzar el río Caudal de un lado al otro.
Siendo todavía menor de edad, Rodríguez fue a ver un espectáculo de saltimbanquis y, al finalizar, se acercó a los artistas para mostrarles su destreza. Al ver su potencial, le invitaron a formar parte de la troupe, a la que se unió un año después, cuando su padre accedió a darle el permiso, iniciando así su andadura circense. Con la familia Michelin conoció el rulo sobre suelo, aprendió a manejarlo, para luego, perfeccionar el número elevándolo sobre un pedestal y usando malabares, creando un estilo propio que le llevó a conseguir sus primeros contratos con circos españoles.
Durante los años cincuenta, Rodríguez, más conocido como Monroe, evolucionó su técnica incorporando también lazos y piruetas de riesgo, se convirtió en el mejor rulista del mundo y trabajó en los circos más importantes de la época: Koyan, Pompeya, California, Italia y Altas. A mediados de esta década, tuvo que hacer un receso breve en su carrera artística para cumplir con el servicio militar. Al volver, trabajó en el Berlin Zirkus y en el Circus Krone.
En 1960, Rodríguez, recibió por primera vez el Premio Nacional de Teatro en la categoría de interpretación circense de la temporada 1960-61, concedido por el desaparecido Ministerio de Información y Turismo, cuya dotación fue de 10.000 pesetas (unos 60 euros). Este mismo año, conoció al empresario Juan Carcellé que lo contrató para sus espectáculos y le cambió el nombre artístico a 'Monroe, el loco del rulo', y comenzó a trabajar en el desaparecido Circo Price de la Plaza del Rey. En 1964, viajó a Estados Unidos contratado por el Ringling Brothers and Barnum & Bailey Circus, durante esta temporada su nombre artístico se adaptó al inglés, allí le conocieron como: Crazy Monroe, se presentó junto a celebridades como Frank Sinatra y fue entrevistado en la televisión estadounidense en el programa The Ed Sullivan Show.
Rodríguez, regresó a Europa y se unió a la gira que estaba realizando por España el Cirque de France (Gruss - Jeannot), viajó a París para presentarse en el Moulin Rouge (1967) y a Noruega para hacerlo en salas de variedades (1969), además, trabajó algunas temporadas con los circos Knie, Pinders y Krone. En diciembre de 1970, se le concedió por segunda vez el Premio Nacional de Teatro en la categoría de interpretación circense de la temporada 1969-70, cuya entrega se realizó en febrero de 1971. Durante la década de los setenta, se presentó en el circo de los Hermanos Tonetti, en el italiano de la familia Orfei, en el Coliseo de Oporto, en el Blackpool Tower Circus, repitió nuevamente en el Moulin Rouge, escenario en el que llegó a ser uno de los artistas más aclamado por los espectadores; y alternó la carpa con su aparición en salas de fiestas de Madrid y Barcelona.
Tiempo después, durante una actuación en la sala Scala de Barcelona, sufrió un accidente al realizar un salto mortal atrás al suelo con el que cerraba sus espectáculos, debido a que el pedestal sobre el que se sostenía tuvo un fallo y le hizo aterrizar de cabeza, dejándolo meses en coma. Superada esta fase, le implantaron una prótesis craneal y quedó con secuelas de por vida, la pérdida del ángulo de visión y de la agilidad de sus brazos. El proceso de recuperación de este accidente le llevó a estar alejado de su trabajo durante un tiempo. En esta etapa, inició su amistad con el equilibrista español Eduardo Cardenal (más conocido como El Gran Cardenal), que como también había sufrido una lesión años atrás, le ayudó a recobrar tanto su salud como su vida artística. Cardenal le pidió a Rodríguez que entrenara a su hijo de seis años, Tito, en el arte del rola-bola, además, él mismo le fabricó un rulo más seguro para que retomara su número, esto le impulsó a rehacerlo, adaptándolo a su nueva condición física, eliminando así, los malabares. Reapareció en el circo de la mano del empresario Ángel Pinto, luego, le contrataron por tres años en el Moulin Rouge y para hacer giras por parques de atracciones y presentarse en los grandes hoteles de Sudáfrica, Corea, Puerto Rico, Israel y los casinos de Las Vegas. Esta temporada se consideró como la más brillante de su trayectoria.
En 1985, Rodríguez, dejó de trabajar con el rulo y creó un nuevo número cómico con una cabra pequeña que presentó durante dos años en la sala Cabra de Oro de la Costa Brava. A partir de 1987 se convirtió en adiestrador de osos, espectáculo en el que no usaba el látigo, sino que jugaba con seis osos pardos nacidos en cautiverio, y les daba chocolates y golosinas. En los inicios, trabajar con estos animales que estaban protegidos, le dificultó conseguir todos los permisos oficiales, pero finalmente los obtuvo, incluida una autorización para viajar con este espectáculo fuera de España; además, recibió una subvención del Ministerio de Cultura. Representó este número, junto su hijo Alfredo (el mayor de cuatro), en diferentes circos, como el de Bruselas o el Cardenal (de su amigo Eduardo Cardenal), hasta 1992, año en el que decide retirarse de la profesión circense.
En junio de 2006, lo internaron en el Hospital Álvarez Buylla de Mieres, por encontrarse en un estado grave de salud. El 27 de septiembre de 2007, Rodríguez falleció en su pueblo natal, Santa Cruz de Mieres.

## Legado artístico
A Rodríguez se le considera mundialmente como el padre de los rulistas, por convertir esta disciplina menor en un espectáculo circense. Además, de ser el único adiestrador de osos de España.